# E31
La ruta europea E31 és una carretera que forma part de la Xarxa de carreteres europees. Comença a Rotterdam (Països Baixos) i finalitza a Ludwigshafen (Alemanya). Té una longitud de 538 km. Té una orientació de nord a sud.